# Zia'eddin Tabatabaee
Seyyed Zia al-Din Tabataba'i Yazdi (em persa: سید ضیاءالدین طباطبایی یزدی; junho 1889 – 29 agosto 1969) foi um jornalista iraniano e político pró-Constitucional que, com a ajuda de Reza Shah, liderou o Golpe de Estado persa de 1921 e buscou reformar o regime Cajar, que passava por turbulência interna e intervenção estrangeira. Posteriormente, ele se tornou o 13º Primeiro-Ministro da Pérsia (Irã).

## Primeiros anos

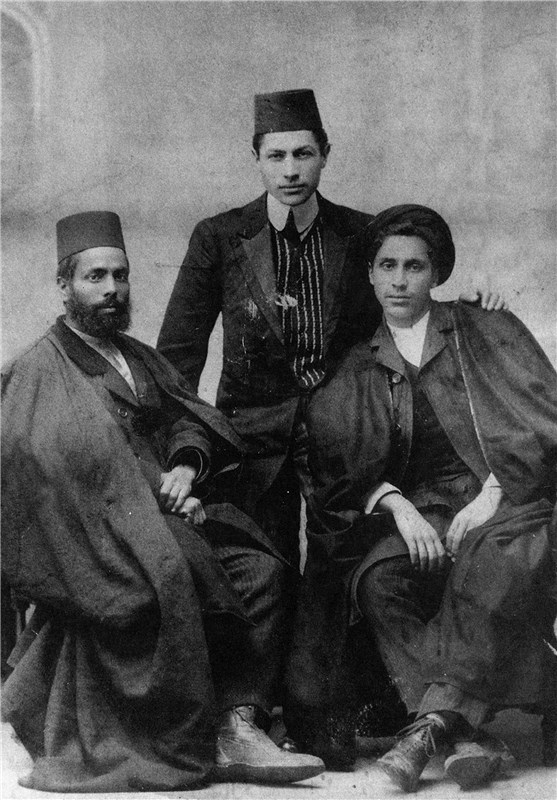
O jovem Zia (à direita)

Zia nasceu na cidade de Shiraz em junho 1889. Ele era um de quatro filhos. Seu pai levou a família para Tabriz quando Zia tinha dois anos de idade. Ele passou a maior parte de seus primeiros anos em Tabriz, onde seu pai, Seyyed Ali Tabataba'i Yazdi era um clérigo influente. Quando Zia tinha doze anos, foi para Teerã, e aos quinze, retornou a Shiraz na companhia de sua avó, que dizem ter sido uma mulher de erudição e independência incomuns.
Aos dezesseis anos, ele iniciou seu primeiro jornal chamado Nedaye Islam (“Voz do Islã”), seguido pelo jornal Ra'ad (“Trovão”) aos vinte e três. Após o fechamento de Ra'ad pelas autoridades, ele lançou outros dois jornais, Shargh (“Leste”) e Bargh (“Relâmpago”), tornando-se ativo na Revolução Constitucional Persa. Os jornais de Zia geralmente traziam críticas contundentes a políticos proeminentes da monarquia Cajar, o que levou ao fechamento de suas publicações diversas vezes. Na primeira vez, a razão alegada foi o fato de ele ter apenas dezenove anos e a lei exigir que um editor tivesse pelo menos trinta. Após os dois últimos fechamentos, ele partiu para a Europa e passou quatorze meses principalmente na França. Quando retornou, o Irã estava, apesar de declarar neutralidade, ocupado pelas forças russas, britânicas e do Império Otomano. Zia decidiu retomar o jornalismo, desta vez focando em seu famoso jornal Ra'ad (Trovão), e manifestou forte apoio aos britânicos na guerra. Um de seus colegas no jornal foi Habibollah Ayn-al Molk, pai de Amir-Abbas Hoveyda, que mais tarde se tornaria Primeiro-Ministro do Irã.
Em 1917, Zia foi comissionado pelo governo para viajar a São Petersburgo, onde testemunhou de perto a Revolução Bolchevique. Chegou-se até a afirmar que Zia esteve presente quando Lenin fez seu famoso discurso sobre “tomar o poder” em nome do proletariado. Isso impactou sua visão de política e o transformou em um defensor persistente da política de aproximação com o grande vizinho do norte. Em 1919, o governo iraniano, na época chefiado por Vossug ed Dowleh, enviou Zia novamente à Rússia, desta vez para negociar um acordo de amizade e aliança com a recém-formada e, em última análise, de curta duração, República Democrática do Azerbaijão.

## Ascensão ao poder e eventos subsequentes

### Golpe de 1921

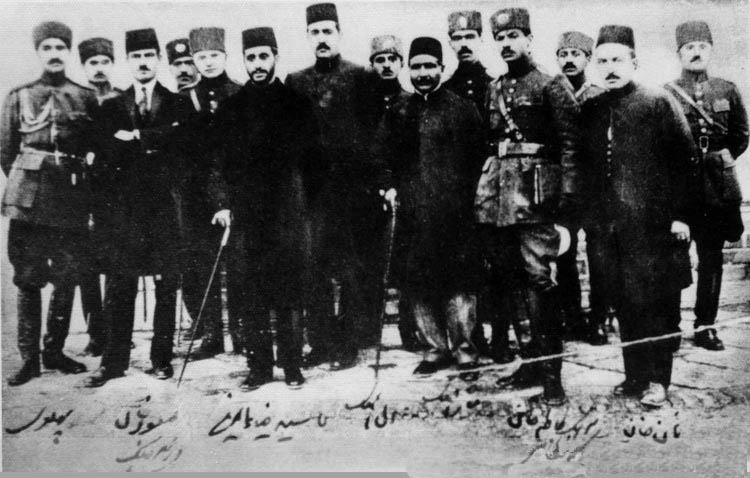
Golpe de Estado de 1921. Zia (centro à esquerda), Reza Khan (extrema esquerda)

Zia chegou ao poder no Golpe de Estado persa de 1921 de 22 fevereiro 1921 (3 Esfand 1299) com a ajuda de Reza Khan Mirpanj, que mais tarde se tornaria o xá da Pérsia (Pahlavi).
Zia fez um discurso veemente no parlamento contra a classe política corrupta que defendia tenazmente seus privilégios herdados do período pré-parlamentar e que havia levado a Pérsia à beira da ruína. O imperador Ahmad Shah Cajar nomeou o então jovem de trinta e três anos como Primeiro-Ministro da Pérsia.
Poucas horas após tomar o poder, o novo governo imediatamente declarou uma nova ordem, incluindo: “todos os residentes da cidade de Teerã devem permanecer em silêncio... O estado de sítio está estabelecido... todos os jornais e impressões serão interrompidos... reuniões públicas em casas e em diferentes locais estão suspensas... todas as lojas onde se vendem vinhos e bebidas alcoólicas, bem como teatros, cinemas e clubes onde haja jogos de azar, devem ser fechados”. Zia e Reza Khan prenderam cerca de quatrocentas pessoas ricas e aristocratas que haviam herdado riqueza e poder ao longo de dez a vinte anos, enquanto o país vivia pobreza, corrupção, fome, instabilidade e caos, com gabinetes que mudavam a cada seis ou sete meses e mal conseguiam administrar os assuntos diários. Segundo Zia, esses “poucos centenas de nobres, que detêm as rédeas do poder por herança, sugavam, como sanguessugas, o sangue do povo”.

### Políticas

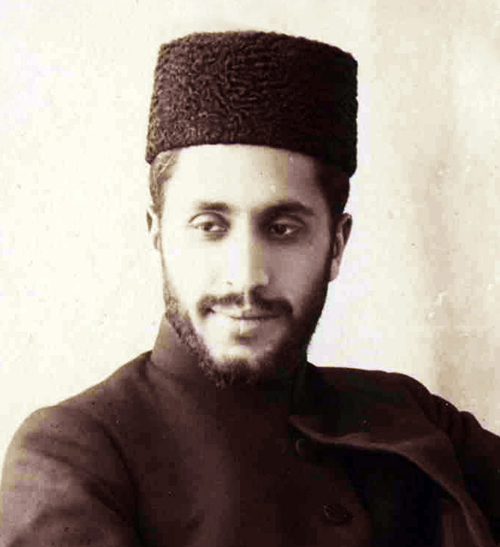
Zia Tabataba'i, cerca de 1921

Zia declarou que o programa de seu gabinete incluía medidas de grande alcance, como a “formação de um exército... abolição eventual das capitulações... estabelecimento de laços amistosos com a União Soviética.” Ao mesmo tempo, ele tentou implementar um número realmente impressionante de mudanças na própria capital — desde ordenar novas regras de higiene para estabelecimentos que lidassem com alimentos até levar iluminação pública para as estradas notoriamente escuras da cidade. Falou em reforma agrária, tornando-o um dos primeiros defensores da ideia no Irã moderno. Falou em tornar a educação acessível a todos os iranianos. Seu programa de reforma política previa que todo o sistema jurídico do Irã deveria ser modernizado e alinhado aos padrões europeus. Ele criou uma comissão de reforma liderada pelo intelectual iraniano Mohammad Ali Foroughi. O Ministério das Finanças foi inicialmente fechado para que se pudesse reformar fundamentalmente o sistema tributário e financeiro, que basicamente havia entrado em colapso.
No entanto, os fundos necessários simplesmente não estavam disponíveis para estimular a economia ou investir em infraestrutura. A abolição dos direitos de capitulação para britânicos e russos também não progredia. Além disso, algumas de suas decisões, como proibir álcool, bares e cassinos, bem como fechar lojas às sextas-feiras e feriados religiosos, irritaram os comerciantes. Não demorou para que as famílias dos presos iniciassem uma campanha política contra Zia, chamando sua administração de “gabinete negro”, resultando em agitação constante. Zia informou às famílias que os detidos seriam libertados se pagassem quatro milhões de toman em impostos atrasados, ao que as famílias se recusaram.

### Queda
Havia algo de excessiva confiança no comportamento de Zia. A cada dia que passava, aumentava o número de inimigos, e seus dias no cargo pareciam contados. Entre seus maiores opositores estava o próprio xá Ahmad Shah Cajar, que não queria mais apoiar o programa de reformas radicais de Zia e, acima de tudo, exigia a libertação dos nobres presos. O último encontro de Zia com Ahmad Shah ocorreu apenas algumas horas antes de sua destituição e dias antes de seu exílio. Ele sempre ignorava desafiadoramente as solenidades da corte e as regras de etiqueta de uma audiência real. Conta-se até que ele passou uma reunião inteira sentado no parapeito de uma janela, pois o xá se negara a colocar cadeiras na sala. Naquele dia, entrou no gabinete do rei com um cigarro pendurado no canto da boca e continuou andando enquanto falava. Ahmad Shah ficou furioso e praticamente expulsou Zia do gabinete; horas depois providenciou sua demissão.
Após consultar Ahmad Shah, Reza Khan pediu em 23 maio 1921 para que Zia renunciasse e deixasse o país. Reza Khan ofereceu a ele qualquer quantia que julgasse necessária do tesouro. Zia pegou vinte e cinco mil toman para cobrir suas despesas de viagem — quantia de forma alguma elevada — e deixou o país. Todos os presos políticos foram libertados em 24 maio. Embora o governo de Seyyed Zia tenha durado apenas 93 dias, esse curto período marcou o início de uma fase importante na história contemporânea do Irã: a ascensão da dinastia Pahlavi.
Apesar de seus opositores serem em grande parte partidários e aristocratas cajar, Zia contava com o apoio de muitos iranianos, incluindo intelectuais como Aref Qazvini e Mirzadeh Eshghi. Aref ficou tão fascinado por Zia que, depois de este deixar o Irã, compôs um famoso poema em seu louvor: (...ای دست حق پشت و پناهت بازآ / چشم آرزومند نگاهت بازآ / وی توده ی ملت سپاهت بازآ / قربان کابینه سیاهت بازآ). Anos depois, Mirzadeh Eshghi em seu “ode do quarto parlamento” escreveu: “Não há elogio suficiente para Zia, não temos como pagar... eu digo algo, mas ele era algo além disso...”.

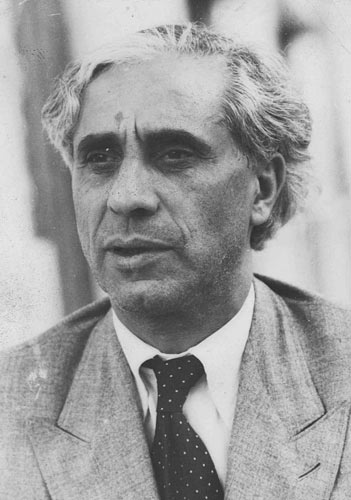
Zia Tabataba'i

### Exílio
Zia passou os anos seguintes viajando pela Europa. Por um tempo, vendeu tapetes persas em Berlim; depois mudou-se para Genebra, onde tentou, sem sucesso, escrever um livro com a ajuda de seu amigo Mohammad-Ali Jamalzadeh, famoso escritor iraniano exilado. Então se estabeleceu em Montreux, continuando no ramo de tapetes. Depois de cerca de dezessete anos de vida nômade na Europa, seguiu para a Palestina e lá permaneceu por seis anos. Em dezembro 1931, foi eleito Secretário-Geral do Congresso Mundial Islâmico em Jerusalém. Nessa função, elaborou planos para estabelecer uma Universidade Islâmica (a Universidade Al-Aqsa). De acordo com o planejamento, a universidade teria três faculdades: uma de teologia e direito islâmico, outra de medicina e farmácia, e mais uma de engenharia. Para que isso fosse possível, Zia viajou com Amin al-Husseini ao Iraque e à Índia para arrecadar doações. Porém, não obtiveram fundos suficientes e, portanto, não conseguiram fundar a instituição. Zia então decidiu se tornar agricultor na Palestina. Desenvolveu uma afinidade especial por alfafa e ficou notório por acreditar que era o remédio para tudo, chegando a produzir um verdadeiro “livro de receitas” com alfafa. Entre suas contribuições à agricultura iraniana, esteve a introdução do morango no país.

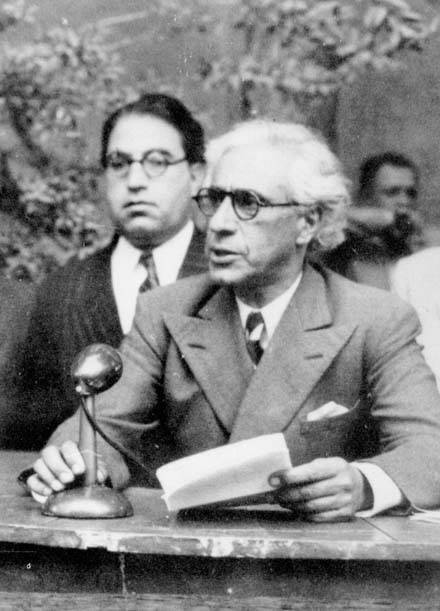
Zia Tabataba'i

### Retorno ao Irã
Sua vida de exílio terminou em 1943, quando foi incentivado a retornar ao Irã. Já no Irã, Zia foi eleito governador de Yazd. Posteriormente, alcançou uma posição central no cenário político. Todos eram a favor ou contra ele. Durante os últimos quinze anos de sua vida, Zia tornou-se conselheiro e intermediário do xá, que inicialmente estava hesitante, mas o preferia a Ahmad Qavam, com quem havia rompido relações. Zia se reunia regularmente com Mohammad Reza Pahlavi e, segundo relatos, falava de forma franca e honesta com ele. Na tarde de 10 abril 1965 (21 Farvardin 1344), quando o xá sofreu uma tentativa de assassinato, Zia foi ao palácio e insistiu em levar o xá para um passeio pela cidade. Em todos os lugares, as pessoas demonstravam apoio entusiasmado ao monarca. Esse passeio, de acordo com Zia, melhorou muito o ânimo do abalado xá. Zia também afirma ter dito ao xá que “um rei não pode voar pela capital em um helicóptero; ele precisa se misturar com as massas”.

## Personalidade

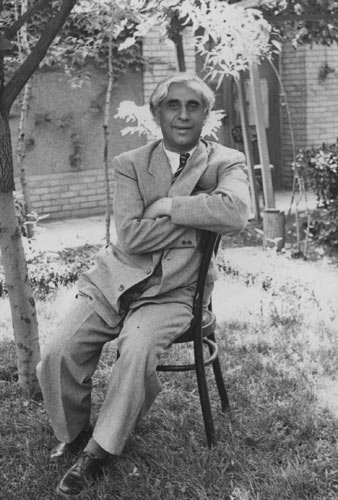
Seyyed Zia em Teerã, cerca de 1950

O famoso arquivo “Leading Personalities” do Ministério das Relações Exteriores britânico descreveu Zia como:
“um homem de notável objetivo único e coragem. Pessoalmente atraente, religioso sem ser fanático ou obscurantista... nomeado primeiro-ministro com plenos poderes por Ahmad Shah em 1º de março de 1921 e efetuou inúmeras prisões. Suas reformas eram radicais demais para o país e para a época, e ele caiu do poder em junho... Não é exagero dizer que [nos anos do pós-guerra, ele] reuniu as forças Anti-Tudeh na Pérsia, tornando possível resistir à forte pressão soviética quando ela veio. Sozinho entre os persas, ele jamais permitiu que interesses pessoais ou mesmo partidários interferissem em sua política. Por sua intransigente resistência aos avanços russos, ele se tornou o símbolo da vontade persa de resistir... Ele é tanto honesto quanto enérgico — uma combinação muito rara na Pérsia... O fracasso relativo de seu partido se deveu [entre outras coisas] à dificuldade de concili[ar] suas ideias progressistas com o conservadorismo de muitos de seus seguidores. Há algo de místico nele.”
As tendências políticas de Zia eram percebidas como pró-britânicas por muitos iranianos. Entretanto, ao contrário de muitos políticos iranianos que mantinham relações estrangeiras de forma velada, Zia era bastante aberto e jamais negou ser “amigo dos britânicos”. Na verdade, os britânicos já se encontravam profundamente envolvidos nos assuntos iranianos. Os Cajar buscavam constantemente ajuda e conselhos dos britânicos. Reza Khan também, assim como muitos políticos de alto escalão, era imensamente pró-britânico, ao menos inicialmente. Parte do objetivo era proteger o Irã contra as políticas expansionistas da Rússia naquela época. Zia insistia que amizade era diferente de servidão. Ele argumentava que o medo era o motivo principal para a decisão politicamente custosa de se tornar aliado dos britânicos. “Eu era amigo dos britânicos”, declarou, “porque sendo amigo deles você apenas paga um preço... mas sendo inimigo, você garante sua destruição. Toda a minha vida paguei o preço por essa amizade, mas, como um homem racional, nunca estive disposto a ser destruído.”

## Morte
Zia faleceu em 29 agosto 1969, aos 80 anos, vítima de ataque cardíaco, em Teerã. Ele foi sepultado no Santuário Shah Abdol-Azim em Ray.
Algum tempo depois de sua morte, a propriedade da casa de Zia foi transferida para a SAVAK (serviço de inteligência iraniano) e, em seguida, convertida no que hoje é a Prisão de Evin, principal prisão onde são mantidos presos políticos, tanto antes quanto depois da Revolução Iraniana.